# حسونيات
الحسُّونيَّات أو الشراشير الشوكيَّة، هي جنسٌ لمجموعة كبيرة من الطيور تنتمي لفصيلة الشرشوريَّات (Fringillidae)، وهي تضم: الحَساسين الخضراء، والتُفَّاحيَّات الحمراء، والحّساسين النَمطيَّة، والتُفَّاحيَّات، والزُّقيقة، والنَّعارات اللاأفريقيَّة. أغلب أنواع هذا الجنس لا توغلُ موطنها داخل أفريقيا، إذ يَحلُّ بدلاً منها جنس النغريَّات (Serinus)، لذا يُعتقدُ بأنها تطوَّرت ونشأت في أوراسيا وأمريكا الشماليَّة، ونشأ منها فرعٌ ثانويّ في الإقليم المداري الجديد.
تُعتبر العلاقة ما بين الأنواع المُنتمية لهذا الجنس علاقةً معقدة ومثيرة للجدل. يُفيد بعض العلماء أنَّ مُصلَّبة المنقار يَكاد يؤكد انشقاقها ونشوئها من أسلافٍ بدائيَّة شبيهة بالتُفَّاحيَّات الحمراء، وأنَّ هذا الانشقاق حصل في وقتٍ قريبٍ نسبيًا من الناحية التطوريَّة الأحيائيَّة، لذا فإنهم يقترحون إدراج هذه الأنواع كلَّها في جنسٍ واحد، يحمل تسميَة Loxia العلميَّة. بالمُقابل، تمَّ فصلُ الحَساسين الخضراء (وهي أكثر مجموعات الحسُّونيَّات تميزًا) والتُفَّاحيَّات الحمراء وإدراجها ضمن أجناسٍ خاصَّة بها. تُشير البيانات الجُزيئيَّة أن الأنساب الرئيسيَّة للحسُّونيَّات انفصلت في أواخر العصر الثلثي الأوسط أو الميوسيني، مُنذ ما بين 9 و7 ملايين سنة، لكنها لا تُظهرُ أي ترتيب من ناحية الجنس أو الضرب المُنشق أولاً من تلك المجموعات الرئيسيَّة، أو حتى بين أجناس أو ضروب النغريَّات. بناءً على هذا، لا يزالُ العلماء بحاجةٍ إلى المزيد من البيانات والدراسات حتى يتمكنوا من تصنيف هذه الطيور على وجهٍ دقيق، لا سيَّما وأنَّ سلسلة السيتوكروم باء المتقدراتيَّة، هي سلسلة الحمض النووي الوحيدة التي دُرست حتى اليوم.
أُدرجت أنواع الحسُّونيَّات التالية وفق معرفة العلماء الحاليَّة، ويُحتملُ أن ينقسم جنس «الحسُّونيَّات بالمعنى الضيّق» (Carduelis sensu stricto)، إلى فروعٍ أخرى أيضًا، وبهذه الحالة فإن مُمثلته ستستحيل الحسُّون الأوراسي، والشُّرشور الليموني، والشُّرشور الكورسيكي الموضوع حديثًا ضمنه.

## الحساسين الخضراء
(ضرب) جنس Chloris
- الحسون الأخضر أسود الرأس، Carduelis ambigua
- الحسون الأخضر الأوروبي، Carduelis chloris
- الحسون الأخضر الشرقي، Carduelis sinica
- الحسون الأخضر الڤيتنامي، Carduelis monguilloti
- الحسون الأخضر أصفر الصدر، Carduelis spinoides
- شرشور البادية، Carduelis obsoleta، تبيَّن أنه يُشكل نوعًا بدائيًا في هذه المجموعة.

## التُفاحيات الحمراء
(ضرب) جنس Acanthis
- التفاحي الأحمر القطبي، أو التفاحي الأحمر الأشيب، Carduelis hornemanni
- التفاحي الأحمر المألوف، أو التفاحي الأحمر الدقيقي، Carduelis flammea
- التفاحي الأحمر الأصغر، Carduelis cabaret

## مُصلَّبة المنقار
(ضرب) جنس Loxia
تصنيف هذه الطيور مُعقدٌ للغاية، ويُحتمل أن يضم الجنس أو الضرب ثلاثة أنواعٍ فقط، أو رُبما العشرات. أما الأنواع المُدرجة في الأسفل فهي تلك التي يَقبلُ بها العلماء في الوقت الحالي على الأقل.
- مصلب المنقار الببغائي، Loxia pytyopsittacus
- مصلب المنقار الاسكتلندي، Loxia scotica
- مصلب المنقار المألوف أو مصلب المنقار الأحمر، Loxia curvirostra
- مصلب المنقار ثنائي التقليم أو مصلب المنقار أبيض الجناح، Loxia leucoptera
- مصلب المنقار الاسپانيولي، Loxia megaplaga

## الحسُّونيَّات بالمعنى الضيّق
مجموعة Carduelis
- الحسون الأوراسي، Carduelis carduelis
- الشرشور الليموني، Carduelis citrinella - سابقًا Serinus citrinellus
- الشرشور الكورسيكي، Carduelis corsicana - سابقًا Serinus corsicanus

مجموعة Linaria' التُّفاحيَّات والزُّقيقة
- التفاحي الأوراسي، Carduelis cannabina
- تفاحي وارسنگلي، Carduelis johannis
- التفاحي اليمني، Carduelis yemenensis
- الزُّقيقة، Carduelis flavirostris

مجموعة Spinus - الحساسين الأمريكيَّة والنعَّارات
الحساسين الأمريكيَّة
- الحسون الأمريكي، Carduelis tristis
- الحسون الأصغر، Carduelis psaltria
- حسون لورنس، Carduelis lawrencei

النَّعارات الشماليَّة
- النعار الأوراسي، أو نعَّار التنوب، Carduelis spinus
- النعار الصنوبري، Carduelis pinus
- النعار أسود القلنسوة، Carduelis atriceps
- النعار الأنتيلي، Carduelis dominicensis

نعَّارات الإقليم المداري الجديد

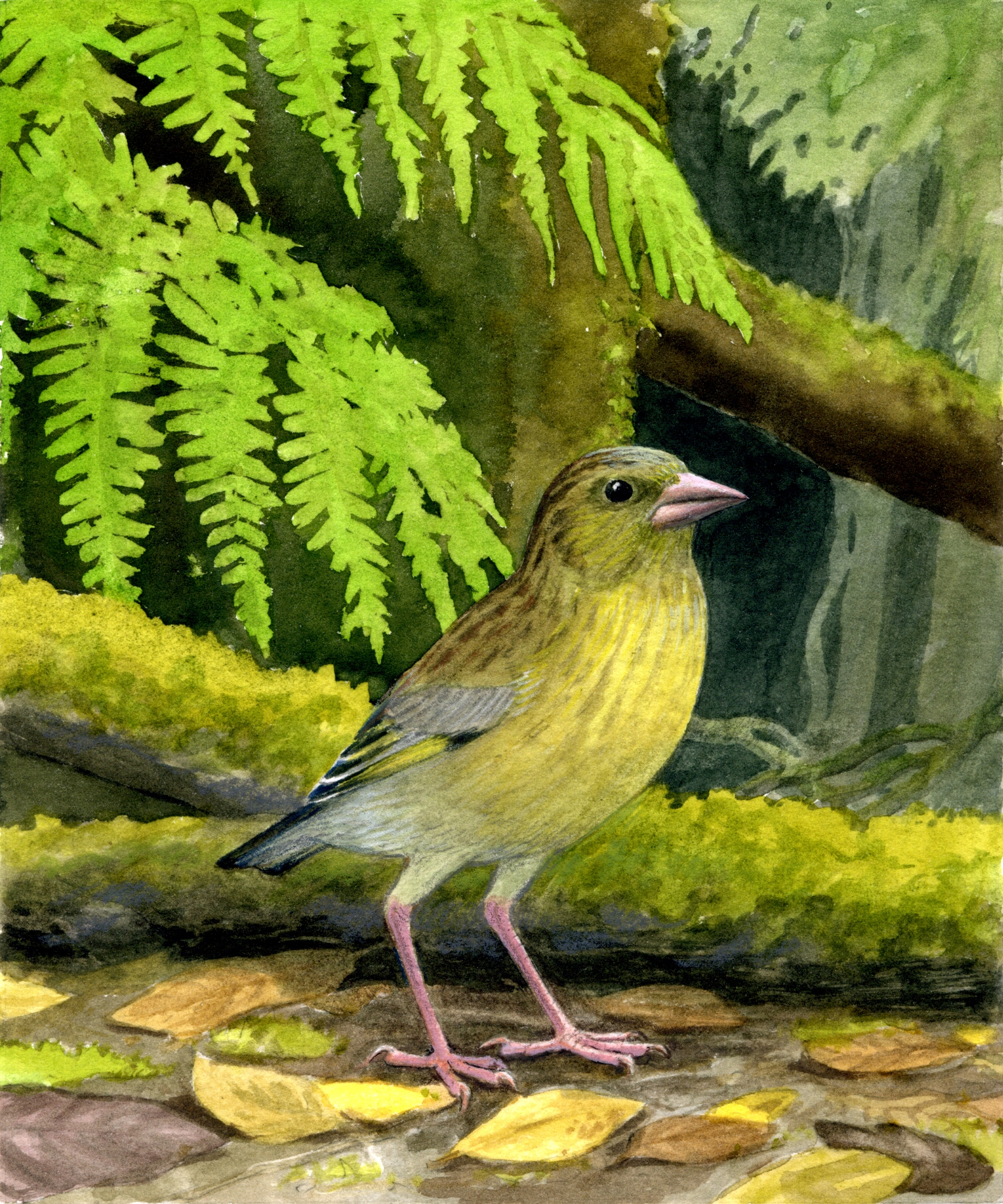
رسمٌ تخيليّ للحسون الأخضر نحيل المنقار، الموصوف بتاريخ 23 سبتمبر سنة 2010.

- النعار الأنديزي، Carduelis spinescens
- النعار الأسود، Carduelis atrata
- النعار أسود الذقن، Carduelis barbata
- النعار أسود الرأس، Carduelis notata
- النعار المقلنس، Carduelis magellanica
  - نعار سانتا كروز، Carduelis (magellanica) santaecrucis
- النعار الزيتوني، Carduelis olivacea
- النعار الأحمر، Carduelis cucullata
- النعار الزعفراني، Carduelis siemiradzkii
- النعار ثخين المنقار، Carduelis crassirostris
- النعار أصفر البطن، Carduelis xanthogastra
- النعار أصفر الوجه، Carduelis yarrellii
- النعار أصفر الكفل، Carduelis uropygialis

### المُستحثات
- الحسون الأخضر الترياسي، Carduelis triasi - من العصر الهولوسيني في جزيرة لا پالما، جزر الكناري، إسبانيا
- الحسون الأخضر نحيل المنقار، Carduelis aurelioi - من العصر الهولوسيني في جزيرة تنريف، جزر الكناري، إسبانيا.

## أنواعٌ مُحتملة
يُحتمل أن تكون الأنواع التالية مُرتبطةٌ بمجموعاتٍ مُختلفة، أو بضروب مُصنَّفة حاليًا على أنها تنتمي للحسُّونيَّات، على أنّه لم تتم دراستها من النحاية الأحيائيَّة الكيميائيَّة:
- نغر الجبال، Serinus estherae - (العلاقة مُبهمة).
- النغر التبتي، Serinus thibetanus - (يُعرف أحيانًا باسم النعَّار التبتي Carduelis thibetana).
- النغر الأنكوبري، Serinus ankoberensis - (يُعرف باسم Carduelis ankoberensis في قائمة نادي الطيور الأفريقيَّة).
- ثخين المنقار ذهبي الجناح، Rhynchostruthus sp).

## التغيرات التصنيفيَّة الأخيرة
أصدر مُختبر كورنيل للعلوم الطيريَّة بيانًا بتاريخ 18 ديسمبر 2009، جاء فيه: «قمنا بالتنسيق مع المجلس العالمي للطيور بتقسيم جنس الحسُّونيات إلى أربعة أجناس:  Carduelis (التُفاحيات والزُّقيقة)، Spinus (النَّعارات)، Acanthis (التُفاحيات الحمراء)، وChloris (الحساسين الخضراء). لا يزالُ هناك عددٌ من الأبحاث المطلوب إجراؤها حتى يُصبح بالإمكان تحديد تصنيف Carpodacus وSerinus، لكننا نؤجّل القيام بها حتى تاريخٍ لاحق». يتشابه هذا البيان مع آخر صدر عن اتحاد علماء الطيور الأمريكيين الموكل بإعداد قائمة بالأنواع المقيمة بالولايات المتحدة، حيث قيل: «لقد تمَّت ترقية الضربان  Acanthis و Spinus إلى أجناس، كما تمَّ فصل جنس Chloris عن جنس Carduelis للحساسين النمطيَّة».